# Ghargaon
Ghargaon är en ort i Indien.   Den ligger i distriktet Ahmadnagar och delstaten Maharashtra, i den centrala delen av landet, 1 100 km söder om huvudstaden New Delhi. Ghargaon ligger 599 meter över havet och antalet invånare är 10 000.
Terrängen runt Ghargaon är platt. Runt Ghargaon är det ganska tätbefolkat, med 179 invånare per kvadratkilometer. Närmaste större samhälle är Shrīgonda, 16,0 km söder om Ghargaon. Trakten runt Ghargaon består till största delen av jordbruksmark.